# Parekklisia
Parekklisia (griechisch Παρεκκλησιά) ist eine Gemeinde im Bezirk Limassol in der Republik Zypern. Bei der Volkszählung im Jahr 2021 hatte sie 3492 Einwohner.

## Name
Der Ursprung des Dorfnamens geht auf die byzantinische Kirche des Heiligen Kreuzes zurück, die von Bewohnern benachbarter Dörfer errichtet wurde, die in die Gegend kamen und gingen, um ihr Getreide anzubauen. Es ist möglich, dass der Name eine Paraphrase des Namens Paleokliso oder Panoklisia ist, der in venezianischen Karten und Siedlungen in der Nähe des heutigen Dorfes erwähnt wird.

## Lage und Umgebung

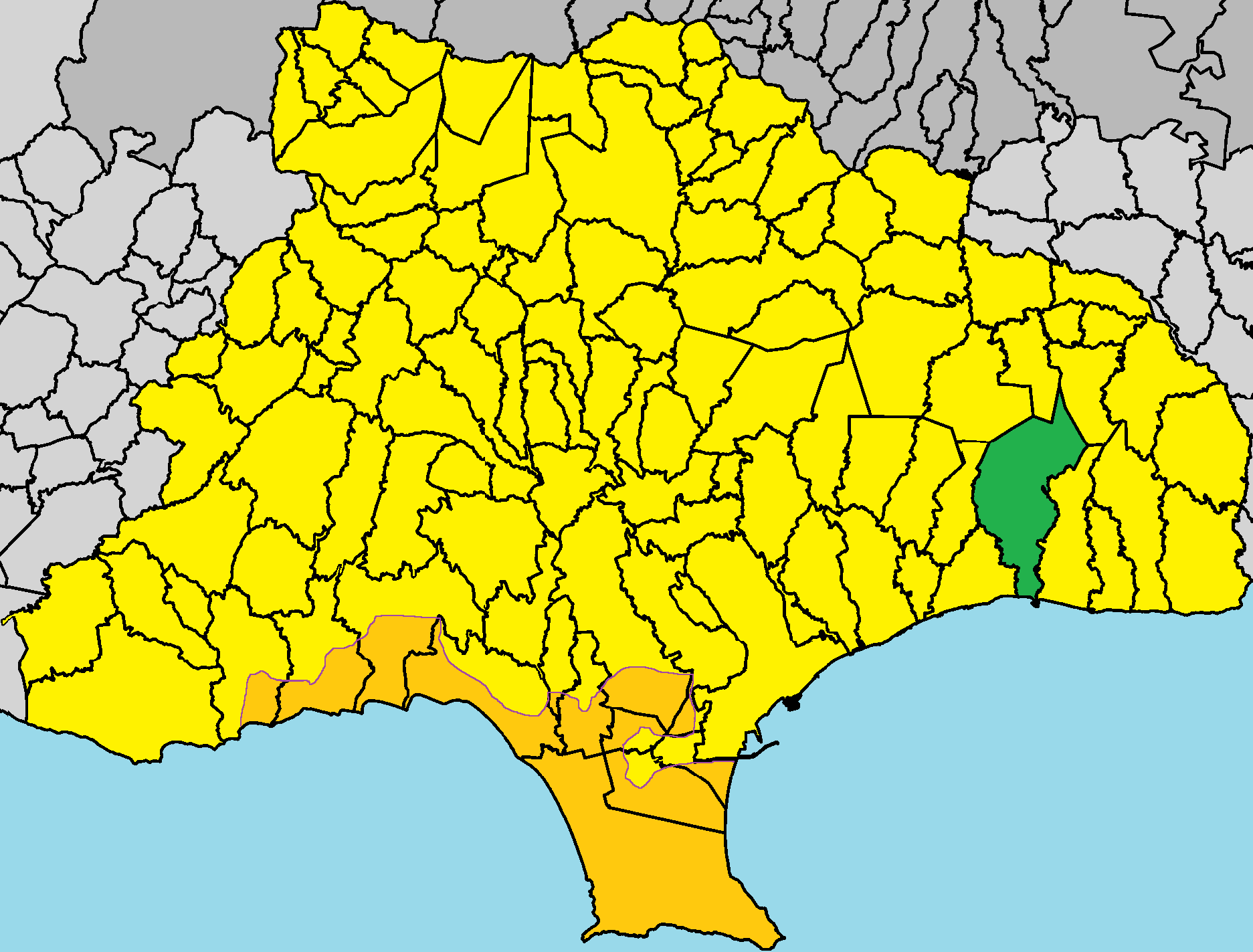
Lage im Bezirk Limassol

Parekklisia liegt im Süden der Mittelmeerinsel Zypern auf einer Höhe von etwa 120 Metern, etwa 18 Kilometer östlich von Limassol. Das 25,3157 Quadratkilometer große Dorf grenzt im Osten an Pyrgos, im Nordosten an Sanida, im Norden an Kellaki, im Nordwesten an Prastio (Kellaki), im Westen an Armenochori und im Südwesten an Agios Tychonas. Die südliche Seite seines Verwaltungsgebietes liegt am Meer, das für den Tourismus erschlossen wurde. Das Dorf kann über die Straßen E109, F125 und F150 erreicht werden. In Küstennähe verläuft die A1 und die B1.

## Geschichte

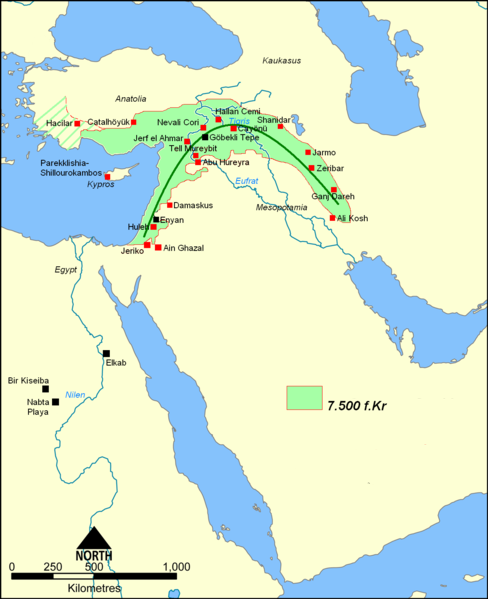
Neolithische Siedlungen um 7500 v. Chr. und ihre geographischen Beziehungen im Fruchtbaren Halbmond

Basierend auf den archäologischen Ausgrabungen wird angenommen, dass die Besiedlung von Parekklisia älter als die Besiedlung von Chirokitia (vor 7000 v. Chr.) war. Die Besiedlung des Gebietes mit dem Namen Sillourokambos gehört der keramischen Jungsteinzeit an.
Die bestehende Siedlung Parekklisia wurde von den Bewohnern benachbarter Dörfer gegründet, die Eigentümer des Landes in der Gegend von Parekklisia waren. Im Herbst besäten sie ihre Felder und ernteten oder sammelten im Sommer die Früchte. Um in der Gegend zu leben, gründeten sie eine Siedlung um die Kirche des Heiligen Kreuzes, die sie selbst gebaut hatten. Die Siedlung war als Orites bekannt.

### Bevölkerungsentwicklung
Laut den in Zypern durchgeführten Volkszählungen nimmt die Bevölkerung des Dorfes seit 1931 zu. In den letzten Volkszählungen zeigt sie große Zuwächse. Die folgende Tabelle zeigt die Bevölkerung von Parekklisia, wie sie in den in Zypern durchgeführten Volkszählungen erfasst wurde.
| Jahr      | 1881 | 1891 | 1901 | 1911 | 1921 | 1931 | 1946 | 1960 | 1976 | 1982 | 1992 | 2001 | 2011 | 2021 |
| Einwohner | 166  | 249  | 312  | 379  | 306  | 387  | 436  | 577  | 732  | 746  | 850  | 1324 | 2738 | 3492 |